# Мортон, Оливер Перри
Оливер Перри Мортон (4 августа 1823, Солсбери, округ Уэйн, Индиана — 1 ноября 1877, Индианаполис) — американский политический деятель, губернатор Индианы во время Гражданской войны в США.

## Биография
В 1843—1845 годах получал юридическое образование в университете Майами, затем практиковал как юрист в Сентервилле (Индиана) и в 1852 году был избран судьёй шестого судебного округа штата Индиана. В феврале 1856 года присоединился к Питтсбургской конвенции, приведшей к организации национальной Республиканской партии, и в том же году был выдвинут кандидатом на пост губернатора штата Индиана; проиграл выборы, но его кампания привела к созданию эффективной организации новой партии в его штате. В 1860 году был избран вице-губернатором, и затем, когда Генри С. Лейн (1811—1881), губернатор, подал в отставку 16 января 1861 года, стал губернатором. В 1864 году был переизбран.
В условиях Гражданской войны удержал Индиану в Союзе, проявив большую энергию и изобретательность и приняв активное личное участие в срыве схемы сепаратистов в соседнем штате Кентукки, «Рыцарей Золотого Круга» и «Сынов Свободы» (тайные общества сочувствующих южанам и других противников войны, в которые входили в том числе депутаты) по присоединению Индианы к Конфедерации. В 1863 году враждебно настроенные к нему депутаты законодательного собрания штата стремились лишить его всякого контроля над местным ополчением, а потерпев неудачу, не выделяли должных ассигнований, необходимых для поддержания лояльности центральной власти. В этом положении Мортон организовал бюро финансов и обратился за финансовой помощью к частным лицам, банкирам, властям округов и даже федеральному правительству. Поддержка была столь быстрой, что он смог вести все дела штата практически в одиночку до 1865 года, когда был избран парламент, более лояльный к его политике. В 1865 году, когда Мортон оказался частично парализован в результате инсульта и отправился в Европу для лечения, президент поручил ему конфиденциальную миссию при дворе Наполеона III, касавшуюся вывода французских войск из Мексики.
Мортон ушел в отставку с поста губернатора в январе 1867 года, заняв место в сенате Соединённых Штатов, где заседал до конца своей жизни. Был признан одним из лидеров радикального крыла своей партии в сенате, голосовал в поддержку импичмента президента Джонсона и особенно активно в вопросе предоставления избирательного права чернокожим. В 1870 году Грант предложил назначить его послом в Великобритании, но Мортон отказался, узнав, что в этом случае в сенате его сменит представитель Демократической партии. В 1870-х годах примкнул к республиканской фракции «Стойкие» во главе с сенатором Роскоу Конклингом, которая поддерживала политику Реконструкции президента Гранта и выступала против реформы государственной службы, продвигаемой их оппонентами из фракции «Полукровки». В 1876 году претендовал на выдвижение кандидатом на пост президента от Республиканской партии, на национальном съезде партии получил 124 голоса в первом туре, но в итоге кандидатом от республиканцев стал Ратефорд Хейс.